# Курдюмов, Николай Иванович
Никола́й Ива́нович Курдю́мов (род. 1 января 1960 года, Адлер, СССР) — агроном, популяризатор знаний по органическому земледелию, пермакультуролог, автор многочисленных книг и публикаций по практическому садоводству и виноградарству.

## Биография
Н. И. Курдюмов родился в городе Адлере в 1960 году.
В 1982 году окончил Московскую сельскохозяйственную академию им. К. А. Тимирязева по специальности «агрономия». Жил в Комсомольске-на-Амуре, позже на Волге — в Балаково, работал учителем в школе Щетинина в станице Азовской на Кубани.
Сам себя Н. Курдюмов определяет как учёного-агронома, который предпочёл теории практику, и популяризатора знаний по органическому природосообразному земледелию.
В 2007 г.  подготовил к изданию книгу директора НИИ Башкирии О.В. Тарханова «Теоретическая экономия — тупик классового подхода» под названием «Экономика земледелия без иллюзий».
На Третьей международной выставке «Золотая гроздь винограда 2011» награждён золотой медалью как писатель за книгу "Умный виноградник для всех", а также за укрепление и развитие международных связей виноградарей.
В своих многократно переизданных книгах популяризирует работы отечественных и зарубежных учёных: И. Е. Овсинского, Э. Фолкнера («Безумие пахаря»), М. Фукуоки, Т. С. Мальцева, В. В. Докучаева, К. А. Тимирязева, Л. Мозера; приводит ценнейшие практические методики известных современных виноградарей: А. М. Карасёва, И. С. Галкина, П. П. Радчевского.

Его научная добросовестность не знает границ. Объехал всю Россию, включая Восточную Сибирь. Побывал в десятках научных садов и у наиболее интересных для него садоводов-любителей — экспериментаторов.
— Валерий Железов
Живёт в станице Азовской. Увлекается путешествиями, фотосъёмкой, игрой на гитаре.

Это величайшая работа: спаять воедино крупинки нашего опыта с научными знаниями, отбросить второстепенное, написать книгу, которую тысячи людей будут читать взахлёб, потому что она и суперполезная, и суперинтересная. Когда читаешь — будто на равных разговариваешь с сидящим рядом собеседником. Его книги отражают как задумки простых земледельцев, так и новшества науки.
— Валерий Соломай

Заслуга Николая Ивановича в том, что сам он, являясь учёным, обобщает и анализирует крупицы народного опыта <...> Как известно, после выхода его книг стали организовываться форумы садоводов и виноградарей, начался обмен информацией между садоводами разных регионов России.